# Ab ovo

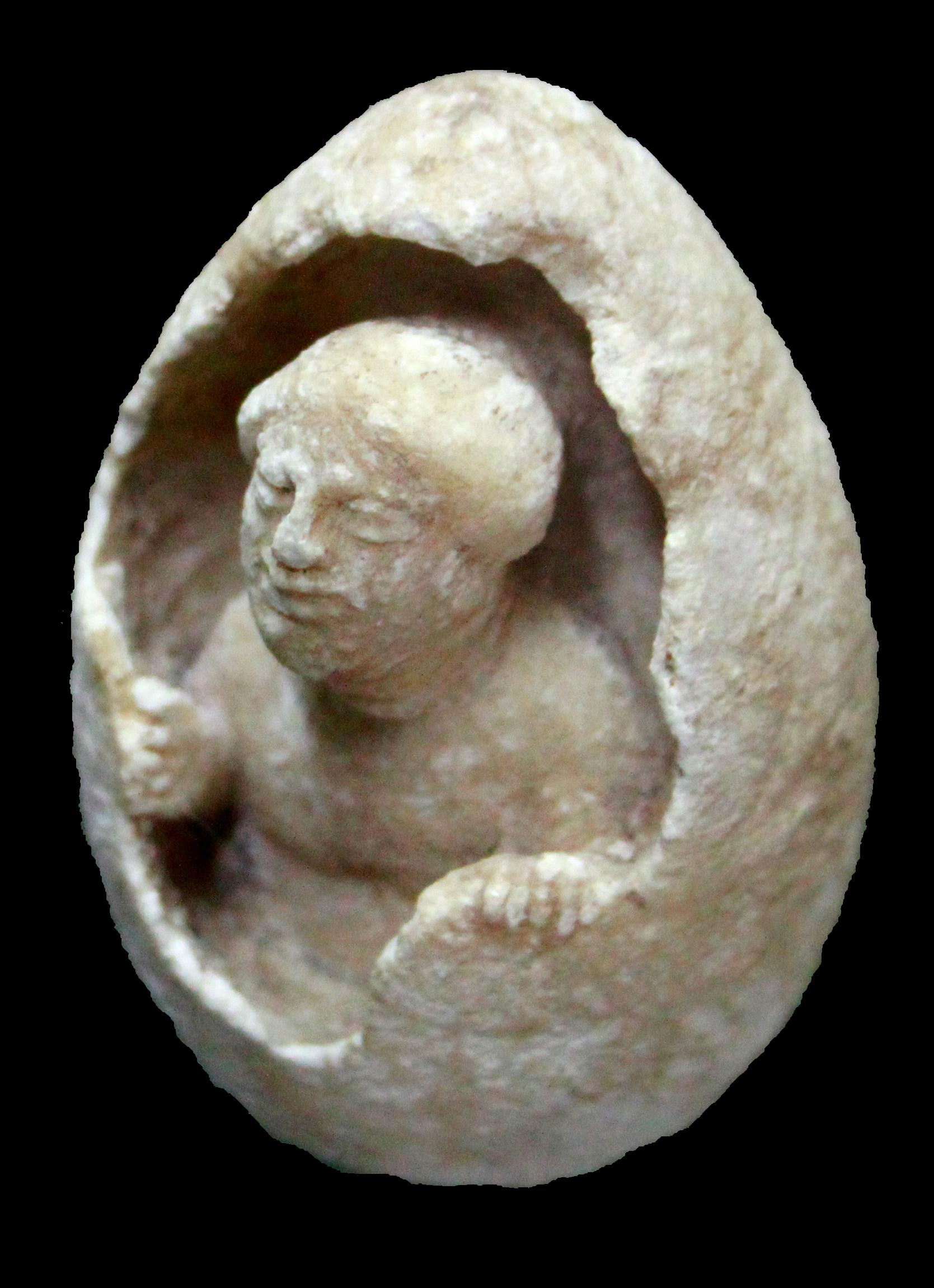
Fotografía de figura representativa.

Ab ovo es una locución de  uso actual que significa literalmente "desde el huevo". Es una expresión tomada del poeta Horacio en que alude al huevo de Leda del que nació Helena. Equivale, por tanto, a "desde el origen más remoto". 
Pero hay también en Horacio otra formulación distinta y más amplia: ab ovo usque ad mala, esto es, "desde el huevo hasta las manzanas", con el sentido de "desde el comienzo hasta el final de la comida", según el orden habitual de los platos en una comida romana. Indicaría, por lo tanto, "desde el principio hasta el fin".
Gramaticalmente, la expresión está formada por la preposición ab y el ablativo de ovum, -i (huevo).
La expresión se usa también en narratología para referirse a una de las tres posibilidades de ordenar la narración de los hechos:
Ab ovo indicaría que la historia se desarrolla desde su inicio, siguiéndose un orden cronológico (las otras dos posibilidades son: in medias res -la narración empieza en medio de los hechos, pudiéndose hacer una rememoración o vuelta atrás-; e in extremis -la narración comienza por el final-).